# Sredniaïa Ters
La Sredniaïa Ters (en russe : Средняя Терсь ce qui signifie Ters moyenne) est une rivière de Russie qui coule dans la partie sud-est du bassin de l'Ob en Sibérie, dans l'oblast de Kemerovo. C'est un affluent du Tom en rive droite, donc un sous-affluent de l'Ob.

## Géographie
Sa longueur est de 114 kilomètres.
Son bassin versant couvre 1 860 km2.
La rivière est le produit des précipitations abondantes du versant occidental des montagnes de l'Alataou de Kouznetsk, un des châteaux d'eau de la Sibérie occidentale, région particulièrement bien disposée face aux masses d'air humide venues de l'ouest. La Sredniaïa Ters coule de manière générale en direction de l'ouest. Elle se jette en rive droite dans le Tom à 520 kilomètres du confluent de cette dernière avec l'Ob, et ce après un parcours de montagne tortueux présentant de nombreux méandres.

## Hydrométrie - Les débits mensuels à Monachka
Le débit de la Sredniaïa Ters a été observé pendant 32 ans (période 1936-1980) à Monachka, station hydrométrique située à 8 kilomètres en amont de son point de confluence avec le Tom, et à une altitude de 180 mètres. 
Le débit inter annuel moyen ou module observé à Monachka sur cette période était de 79,2 m3/s pour une surface drainée de quelque 1 860 km2, soit la quasi-totalité du bassin versant de la rivière.
La lame d'eau écoulée dans le bassin versant atteint ainsi le chiffre de 1 344 millimètres par an, ce qui doit être considéré comme extrêmement élevé, surtout dans le contexte du bassin de l'Ob caractérisé en moyenne par un écoulement modéré. 
Comme presque partout en Sibérie, la Sredniaïa Ters présente des fluctuations saisonnières de débit élevées. Les hautes eaux se déroulent au printemps, en mai et en juin. Dès le mois de juin, le débit diminue nettement puis fortement en juillet, et cette baisse se poursuit jusqu'au mois de septembre. Cette longue décrue est suivie d'un très net rebond du débit en octobre et novembre, ce qui constitue un second sommet, lié aux précipitations de saison sous forme de pluie. En novembre une nouvelle baisse de débit se produit, ce qui mène aux basses eaux d'hiver qui ont lieu de décembre à mars, avec un débit mensuel moyen baissant jusqu'au niveau de 10,0 m3/s au mois de février (minimum d'étiage). 
Le débit moyen mensuel observé en février constitue à peine 3 % du débit moyen du mois de mai (342 m3/s), ce qui souligne l'amplitude très importante des variations saisonnières. Ces écarts peuvent être plus élevés encore selon les années. Sur la durée d'observation de 32 ans, le débit mensuel minimal a été de 3,26 m3/s (en février 1955), tandis que le débit mensuel maximal s'élevait à 523 m3/s en mai 1979.
En ce qui concerne la période libre de glaces (de mai à octobre inclus), le débit mensuel minimum observé a été de 13,8 m3/s en septembre 1966 et 14,7 m3/s en août 1955. Des débits mensuels estivaux inférieurs à 15 m3/s sont peu probables.